# 49
49 DC (XLIX) foi um ano comum começando na quarta-feira do calendário juliano, com a letra dominical E. Na época, era conhecido como o Ano da Consulship de Longus e Veranius (ou, com menos frequência, ano 802 Ab urbe condita). A denominação 49 DC para este ano tem sido usada desde o início do período medieval , quando a era do calendário de Anno Domini se tornou o método prevalecente na Europa para denominar anos.
| Ano completo                        |
| ----------------------------------- |
| Ano comum com início à quarta-feira |

## Eventos
- O imperador Cláudio casa-se com sua sobrinha Agripina Menor (data aproximada), e a maior parte do poder real fica com Agripina.
- Séneca, torna-se tutor de Nero.
- Melancomas é o campeão de boxe, nos 207 Jogos Olímpicos .
- Data provável para a expulsão dos judeus de Roma.
- Nero fica noivo de Cláudia Otávia, filha de Cláudio.
- Agripina, a Jovem, acusa de incesto o primeiro noivo de Otávia, Lúcio Júnio Silano Torquato. Ele é levado ao Senado e condenado à morte.
- Na Grã-Bretanha, o governador Públio Ostório Escápula funda uma colônia para veteranos romanos em Camuloduno (Colchester). Verulâmio ( St Albans) é provavelmente estabelecido como um município no mesmo ano. Uma legião está estacionada nas fronteiras dos Siluros de Gales do Sul em preparação para a invasão.